# 有王

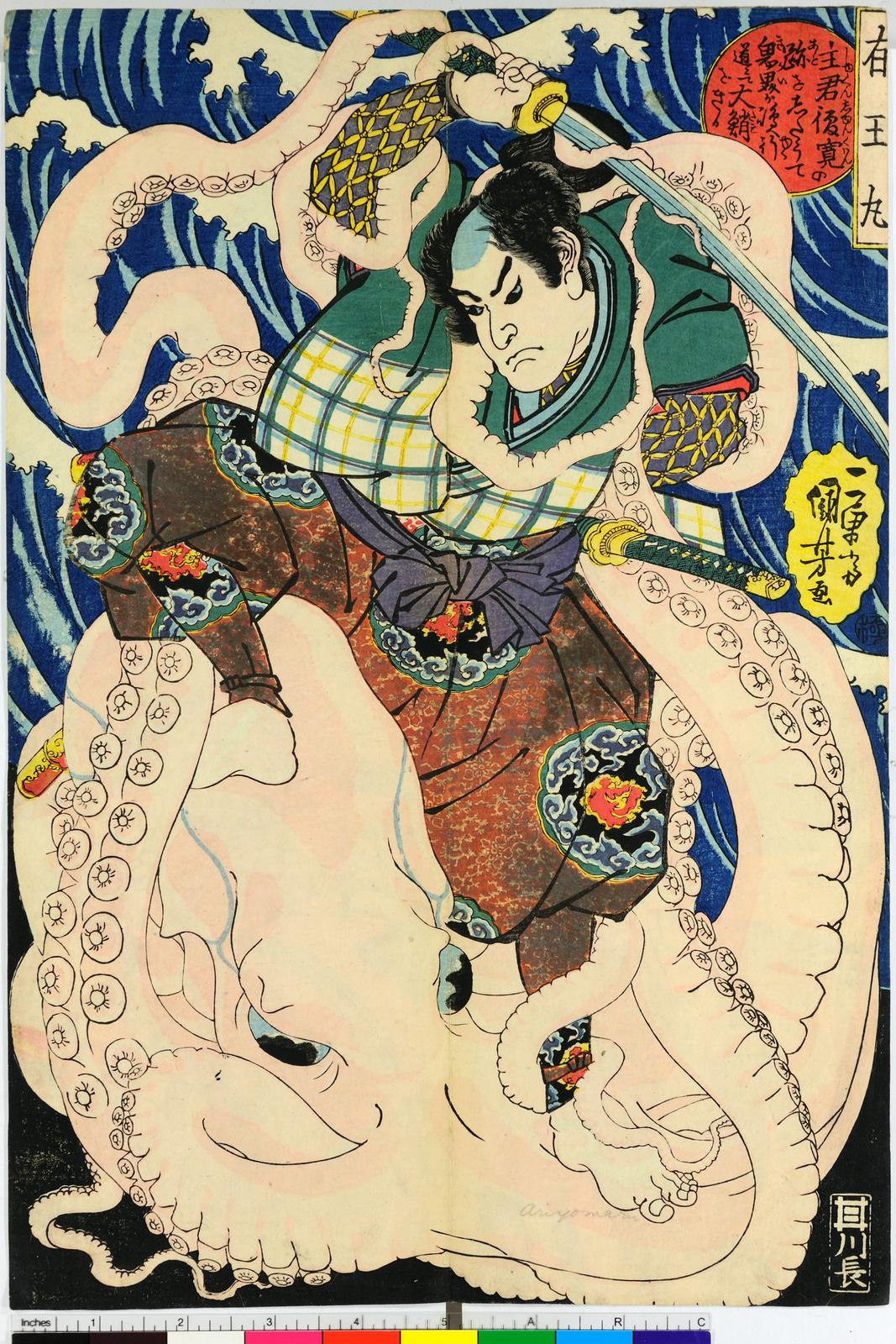
歌川国芳による有王

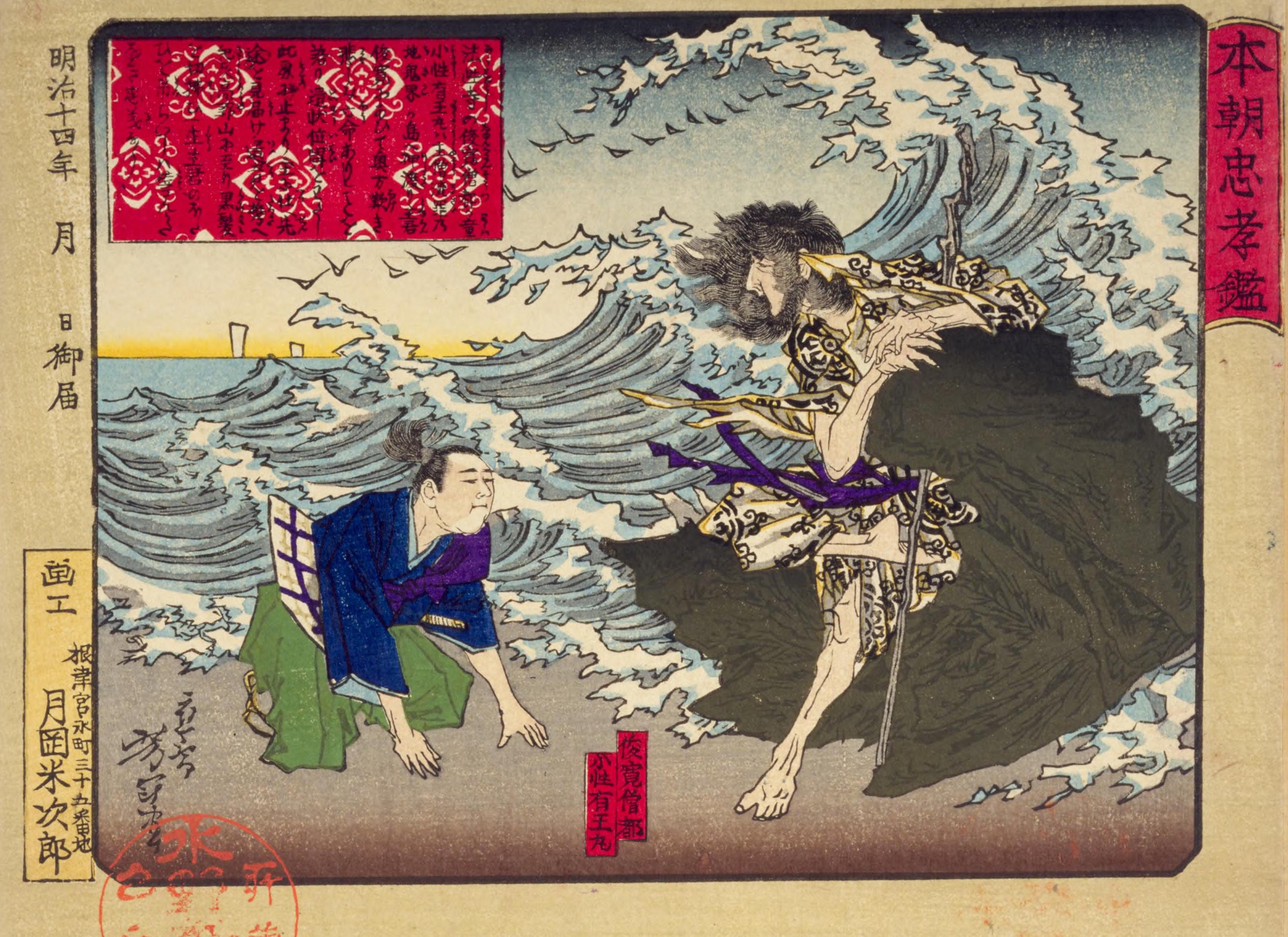
月岡芳年による俊寛と有王丸

有王（ありおう、生没年不詳）は、平安時代後期の人物。

## 概要
法勝寺執行俊寛の侍童だったが、安元3年（1177年）俊寛は鹿ケ谷の陰謀に連座して鬼界ヶ島（薩摩国）へ配流された。
『平家物語』によると、師を慕う有王は鬼界ヶ島をおとずれ、変わり果てた姿の俊寛と再会。有王は俊寛の娘の手紙を渡し、それを読んだ俊寛は死を決意して食を断ち自害する。有王は鬼界ヶ島より俊寛の灰骨を持ち帰り、高野山奥院に納め、蓮華谷で出家して菩提を弔ったとされる。
有王の墓は、和歌山県かつらぎ町と三重県桑名市（有王塚）にある。

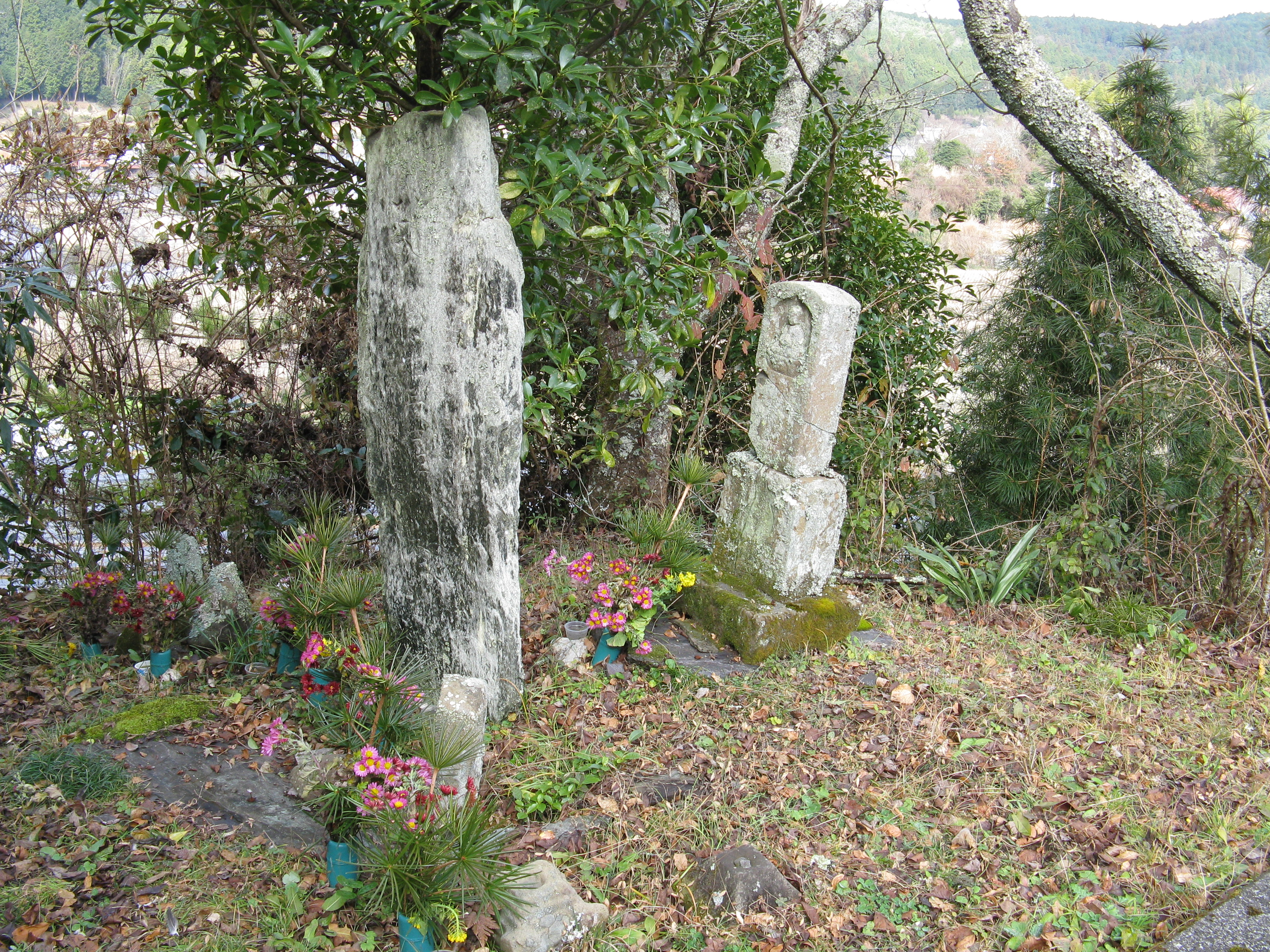
有王の墓